# César Camargo Mariano
Antônio César Camargo Mariano (São Paulo, 19 de setembro de 1943) é um 
arranjador musical, pianista, tecladista, compositor, produtor e empresário, tendo desenvolvido uma expressiva e aclamada carreira na área musical desde seus dezesseis anos de idade.

## Carreira
Autodidata, aos quatorze anos passa a ser apresentado como "menino prodígio" em espetáculos em que acompanha bandas de jazz. Logo começa a atuar como profissional na Orquestra de William Furneaux, e em 1962 forma o grupo "Três Américas".
Integra o "Quarteto Sabá", com quem grava o primeiro LP. Em seguida monta o grupo "Sambalanço Trio", ao lado de Airto Moreira e Humberto Claiber, gravam cinco LPs, um deles com o cantor e bailarino Lennie Dale. No fim da década de 1960 é contratado pela TV Record de São Paulo, onde trabalha como instrumentista/arranjador e grava vários discos com seu novo grupo, "Som Três". Participou como jurado de festivais de música da Record. Na mesma época, entra no mercado de jingles e canções para cinema e propaganda. Dedicou-se por muitos anos como arranjador e produtor de Wilson Simonal.
Nos anos setenta tem início uma bem-sucedida parceria com Elis Regina e logo após casou-se com ela. César atua como diretor musical, produtor e arranjador da cantora, excursionando pelo Brasil e por vários países. O hoje histórico álbum Elis & Tom (1974) teve a participação de Cesar Camargo Mariano como arranjador, pianista e diretor musical. Também participa de trabalhos com Chico Buarque, Maria Bethânia, Jorge Ben, Ivan Lins, Gal Costa entre outros.
Na década de oitenta César gravou dois discos considerados históricos: Samambaia, com o guitarrista Hélio Delmiro e Voz e Suor, com a cantora Nana Caymmi. Em 1987, sua música instrumental "Mitos" é usada como tema de abertura da telenovela Mandala, de Dias Gomes, na Rede Globo. Ainda nesta década, apresenta o programa "Um Toque de Classe", na Rede Manchete.
Foi o primeiro a utilizar teclado sintetizador nos seus arranjos musicais. Continua atuando como arranjador, produtor, compositor e pianista no Brasil até 1994, quando se muda para os Estados Unidos. Cesar tem colaborado com grandes nomes internacionais, desde a música clássica de Yo-Yo Ma até o Jazz sofisticado de Blossom Dearie. Mesmo nos EUA, continua em contato permanente com os maiores nomes da MPB, dirigindo e produzindo discos e espetáculos.
Entre suas mais de 200 composições, figuram as hoje clássicas “Samambaia”, “Cristal” e “Curumim”, gravadas também por outros artistas como Yo-Yo Ma, Paquito D’Rivera, Clare Fisher e Ettore Stratta & The London Royal Philharmonic.
Entre vários prêmios nacionais e internacionais, Cesar Camargo Mariano recebeu dos Diretores da Academia de Artes e Ciências o prêmio especial  “Lifetime Achievement Latin Grammy® Award” 2006, em reconhecimento à importância do conjunto de sua obra.

## Vida pessoal
Em 1964 casou-se com Marisa Gata Mansa (Marisa Vertullo Brandão), com quem teve o filho Marcelo Brandão Camargo Mariano, nascido em 1967, que exerce a profissão de baixista. Em sua segunda união, com Elis Regina, teve os filhos Pedro Mariano, nascido em 1975 e Maria Rita, nascida em 1977, ambos são cantores. Em seu terceiro matrimônio, com Flávia Rodrigues Alves, teve a filha Luísa Rodrigues Alves Camargo Mariano, nascida em 1986, que atua como produtora.

## Discografia
- 1964 - Sambalanço Trio Volume 1
- 1965 - Sambalanço Trio Volume 2
- 1965 - Lennie Dale e o Sambalanço Trio
- 1965 - Raulzinho e o Sambalanço Trio - A VONTADE MESMO
- 1965 - Sambalanço Trio Volume 3 - REENCONTRO
- 1966 - Octeto de Cesar Camargo
- 1966 - Som / 3
- 1967 - Show em Simonal - Wilson Simonal e Som Três
- 1968 - Som Três Show
- 1969 - Som Três
- 1969 - Um é pouco, Dois é bom, êste Som Três é demais
- 1970 - Tobogã
- 1971 - Som Três Coletânea
- 1978 - Cesar Camargo Mariano & Band - SÃO PAULO BRASIL
- 1980 - Cesar Camargo Mariano & Cia
- 1981 - Cesar Camargo Mariano & Hélio Delmiro - Samambaia
- 1983 - Cesar Camargo Mariano & Guests - A TODAS AS AMIZADES
- 1984 - Cesar Camargo Mariano & Wagner Tiso - TODAS AS TECLAS
- 1984 - Cesar Camargo Mariano & Nana Caymmi - Voz e Suor
- 1985 - Cesar Camargo Mariano & Band - PRISMA
- 1988 - PONTE DAS ESTRELAS
- 1988 - MITOS
- 1989 - CESAR CAMARGO MARIANO
- 1993 - Cesar Camargo Mariano & Band - NATURAL
- 1994 - Cesar Camargo Mariano & Lenny Andrade - NÓS
- 1994 - SOLO BRASILEIRO
- 1997 - PIANO, VOZ Y SENTIMIENTO (México)
- 2001 - NOVA SAUDADE
- 2002 - Cesar Camargo Mariano & Romero Lubambo - DUO
- 2003 - Cesar Camargo Mariano & Pedro Camargo Mariano - PIANO E VOZ
- 2006 - Cesar Camargo Mariano & Lenny Andrade - AO VIVO
- 2016 - Cesar Camargo Mariano - JOINED

DVDs
- 1994 - Cesar Camargo Mariano & Lenny Andrade - NÓS
- 2002 - Cesar Camargo Mariano & Romero Lubambo - DUO
- 2003 - Cesar Camargo Mariano & Pedro Camargo Mariano - PIANO E VOZ
- 2006 - Cesar Camargo Mariano & Lenny Andrade - AO VIVO
- 2016 - Cesar Camargo Mariano - JOINED

## Prêmios

### Prêmio APCA
- 1972 Melhor arranjador
- 1974 Melhor arranjador
- 1976 Efeitos especiais
- 1978 Melhor arranjador
- 1979 Melhor arranjador
- 1980 Melhor arranjador
- 1979 Melhor arranjador
- 1982 Melhor arranjador e Melhor pianista
- 1983 Melhor arranjador e Melhor pianista
- 1984 Melhor arranjador e Melhor pianista

### Prêmio Sharp
- 2ª edição - Melhor Arranjador de "Samba"
- 5ª edição - Melhor arranjador "Instrumental"
- 7ª edição - Melhor arranjador "Instrumental"

### Playboy
- V Playboy Award - Melhor arranjador

### Prêmio TIM
- 1ª edição - Melhor Álbum Instrumental: "Duo"

### CLIO Awards
- Radio Internacional - VENCEDOR: MUSICA/LETRA Chevrolet Line - "The World Out There" Diretor Musical Compositor
- Radio Internacional - VENCEDOR: CONJUNTO DA OBRA Chevrolet Line - "The World Out There" Diretor Musical Compositor
- TV/Cinema Internacional - RECONHECIMENTO: MUSICA GM Cars - "See The Country" Compositor
- Radio Internacional - RECONHECIMENTO: BEBIDAS Coca- Cola - "There Are Times...." Compositor
- Radio Internacional - RECONHECIMENTO: MUSICA / LETRA Chevrolet Line - "Come On" Compositor
- Radio Internacional - RECONHECIMENTO: BEBIDAS Coca-Cola - "It Doesn't Matter…" Personalidade
- Radio Internacional - RECONHECIMENTO: CONJUNTO DA OBRA Coca-Cola - "There Are Times…", "It Doesn't Matter" COmpositor
- Radio Internacional - RECONHECIMENTO: AUTOMOTIVO Chevrolet Line - "Come On" Compositor
- Radio Internacional - RECONHECIMENTO: PONTUAÇÃO MUSICAL Hilton Cigarettes - "Hilton" Arranjo
- Radio Internacional - RECONHECIMENTO: AUTOMOTIVO Chevrolet Line - "It's For Real Samba" Compositor Diretor Musical
- Radio Internacional - RECONHECIMENTO: AUTOMOTIVO Chevrolet Line - "It's For Real Funk" Compositor

### Grammy Latino
- 2006 Grammy Latino - Prêmio Conjunto da Obra
- 2007 Grammy Latino de Melhor Álbum de Música Popular Brasileira: Ao Vivo (com Leny Andrade)

### Indicações
- 5º Grammy Latino  (Melhor ALbum MPB "Piano & Voz")
- 7º Grammy Latino (Produtor do Ano)
- 2017 Grammy Latino de Melhor Álbum Instrumental: Joined (com Rudiger).[2]